# Parhyalella penai
Parhyalella penai is een vlokreeftensoort uit de familie van de Dogielinotidae. De wetenschappelijke naam van de soort is voor het eerst geldig gepubliceerd in 2008 door Pérez-schultheiss & Crespo.